# Choquinha-de-dorso-vermelho
Formigueiro-d'uropígio-ocre ou choquinha-de-dorso-vermelho (Drymophila ochropyga) é uma espécie de ave da família Thamnophilidae.
É endémica do Brasil.
Os seus habitats naturais são: florestas subtropicais ou tropicais húmidas de baixa altitude e regiões subtropicais ou tropicais húmidas de alta altitude.
Está ameaçada por perda de habitat.